# Зеюко
Зею́ко (кабард.-черк. Зэикъуэ) — аул в Хабезском районе Карачаево-Черкесской Республики.
Образует муниципальное образование «Зеюковское сельское поселение», как единственный населённый пункт в его составе.

## География

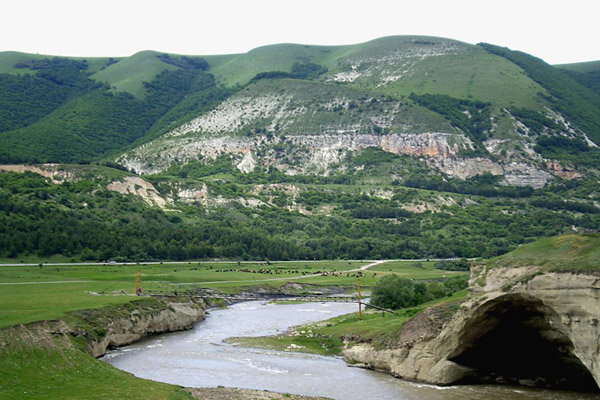
Река Малый Зеленчук в окрестностях аула

Аул расположен в центральной части Хабезского района, на левом берегу реки Малый Зеленчук. Находится в 10 км к северу от районного центра Хабез и в 30 км к юго-западу от города Черкесск, на трассе Р265 Черкесск—Архыз.
Площадь территории сельского поселения составляет — 70,75 км².
Граничит с землями населённых пунктов: Кош-Хабль на севере и Эльбурган на юго-востоке. На западе земли сельского поселения переходят в пастбищные луга.
Населённый пункт расположен в предгорной зоне республики. Рельеф местности представляет собой сильно расчленённую местность. Вдоль всей западной окраины аула тянется хребет с выходами гипса и других осадочных пород на земную поверхность. Средние высоты на территории аула составляют 620 метров над уровнем моря. Абсолютные высоты достигают 1000 метров.
Гидрографическая сеть представлена рекой Малый Зеленчук. В районе аула в него впадают левые притоки — Зеюко и Пхамахуко, и правые притоки — Малый Бабук, Эльбурган и Большой Эльбурган.
Климат влажный умеренный. Средняя годовая температура воздуха составляет +9°С. Наиболее холодный месяц — январь (среднемесячная температура —3°С), а наиболее тёплый — июль (+22°С). Заморозки начинаются в начале декабря и заканчиваются в начале апреля. Среднее количество осадков в год составляет около 700 мм в год. Основная их часть приходится на период с апреля по июнь.

## Этимология
Зеюко (от кабард.-черк. Зэикъуэ) в переводе означает — «Кизиловая долина». Одноимённое селение Заюково, расположено в Баксанском районе Кабардино-Балкарии.

## История
Аул был основан в 1836 году, в ходе программы по переселению и расселению черкесских аулов, расположенных между Урупом и Кумой, по берегам рек Большой Зеленчук и Малый Зеленчук.
Первоначально аул располагался у реки Мара. В 1834 году население аула было переселено в среднее течение реки Малый Зеленчук, у подножия горы Герпегеж («Эхо»). Переселение возглавлял местный князь Бекмурза Атажукин и в последующем аул был назван в его честь — Атажукинский (кабард.-черк. Хьэтӏэхъущыкъуей).
В 1836 году население аула переселилась чуть севернее и осела у родника Ашабово, где и поныне находится аул. Этот год официально считается и датой основания аула.
В 1929 году постановлением Президиума ВЦИК аул Атажукинский был переименован в Зеюко.
Во время Великой Отечественной войны аул был оккупирован фашистскими войсками летом 1942 года, и освобождён в феврале 1943 года. Немецкие фашисты нанесли большой ущерб народному хозяйству. Было разграбление имущества колхоза, полностью был угнан скот. Из 500 аульчан ушедших на фронт, обратно вернулось всего около 200 человек. В память погибших в центре аула стоит памятник.

## Население
| 2002  | 2010  | 2012  | 2013  | 2014  | 2015  | 2016  |
| ----- | ----- | ----- | ----- | ----- | ----- | ----- |
| 2991  | ↗3350 | ↗3370 | ↘3339 | ↘3334 | ↘3333 | ↗3354 |
| 2017  | 2018  | 2019  | 2020  | 2021  | 2023  | 2024  |
| ↗3395 | ↗3398 | ↗3407 | ↘3399 | ↘3369 | ↘3339 | ↗3349 |
| 2025  |       |       |       |       |       |       |
| ↘3340 |       |       |       |       |       |       |

Плотность — 47.21 чел./км².
Национальный состав
По данным Всероссийской переписи населения 2010 года:
| Народ   | Численность, чел. | Доля от всего населения, % |
| ------- | ----------------- | -------------------------- |
| черкесы | 3305              | 98,7 %                     |
| другие  | 45                | 1,3 %                      |
| всего   | 3350              | 100 %                      |

## Образование
- Средняя общеобразовательная школа № 1 — ул. Атажукина, 82.
- Начальная школа Детский сад «Звёздочка» — ул. Атажукина, 43.

## Здравоохранение
- Участковая больница — ул. Атажукина, 37.

## Культура
- Дом культуры и сельская библиотека

Общественно-политические организации:
- Адыгэ Хасэ
- Совет ветеранов труда и войны

## Ислам
В селении действует одна мечеть.
- Аульская мечеть — ул. Школьная, 9.

## Экономика
В экономике сельского поселения наибольшее развитие получило растениеводство. В пределах сельского поселения добываются осадочные минеральные породы как гипс, известняк и т. д.

## Улицы
| Абазинская  |
| Абхазская   |
| Адиюх       |
| Адыгейская  |
| Акова       |
| Алиева      |
| Аргунова    |
| Атажукина   |
| Горная      |
| Гутякулова  |
| Джегутанова |

| Дышекова     |
| Зеюковская   |
| Кабардинская |
| Калмыкова    |
| Карданова    |
| Мира         |
| Набережная   |
| Нартская     |
| Ногмова      |
| Осетинская   |
| Охтова       |

| Пачева      |
| Подгорная   |
| Речная      |
| Родниковая  |
| Табулова    |
| Хабекирова  |
| Хабекова    |
| Черкесская  |
| Шапсугская  |
| Школьная    |
| Шогенцукова |

## Известные уроженцы
- Аргунов, Абубекир Дадимович(12 мая 1916 года—20 августа 1999 года)— Герой Социалистического Труда
- Ахметов Мухадин Худович — черкесский писатель и поэт.
- Дышеков Мухамед Пшиканович — черкесский писатель и прозаик.